# Monsters and Men
Monsters and Men é um filme de drama estadunidense de 2018 dirigido e escrito por Reinaldo Marcus Green. Estrelado por John David Washington, estreou no Festival Sundance de Cinema em 22 de janeiro de 2018.

## Elenco
- John David Washington - Dennis Williams
- Anthony Ramos - Manny Ortega
- Kelvin Harrison Jr. - Zyrick
- Rob Morgan - Will Morris
- Chanté Adams - Zoe
- Nicole Beharie
- Jasmine Cephas Jones - Marisol Ortega
- Cara Buono - Stacey